# ハート (玩具)
株式会社ハート（英: HEART CO.,Ltd.）は、日本のキャラクター食玩の企画や開発、販売を担う総合商社。
1963年7月に愛媛県松山市にて有限会社井川商店として設立。1978年11月に会社組織および社名を株式会社イカワに変更し、1983年4月に株式会社ハートを設立。2000年4月にメーカーブランドを「ハート」に統一し、子会社4社を株式会社ハートの1社に統合。2006年6月に株式会社イカワが株式会社ハートを合併、株式会社ハートとなった。2019年11月にバンダイナムコグループの一員となる。

## 沿革
2022年11月現在。
- 1952年1月 - 愛媛県松山市にて創業。
- 1963年7月 - 有限会社井川商店を設立。
- 1966年6月 - 東京都墨田区錦糸町にて東京支店を開設。
- 1970年1月 - 愛媛県松山市中央にて本社社屋を建設。
- 1971年11月 - 高松国税局松山税務署より優良申告法人の表彰を受賞。
- 1973年9月
  - 福岡営業所を開設。
  - 東京支店社屋を建設。
- 1974年
  - 2月 - 松山商工会議所より地域産業振興永年貢献の表彰を受賞。
  - 9月 - 大阪営業所を開設。
- 1976年11月 - 優良申告法人の表彰を受賞。
- 1978年11月 - 会社組織および商号を株式会社イカワに変更。
- 1980年11月 - 愛媛県松山市中央にて本社新館を建設。
- 1983年
  - 4月 - 関連会社として株式会社ハートを設立。
  - 5月 - 松山商工会議所より地域産業振興30年貢献表彰を受賞。
  - 11月 - 優良申告法人の表彰を受賞。
- 1985年9月 - 佐賀営業所。
- 1986年4月 - 金沢、和歌山、岡山にそれぞれ営業所を開設。
- 1987年9月 - 大分営業所を開設。
- 1988年
  - 1月 - 下関営業所を開設。
  - 3月 - 徳島と高知にそれぞれ営業所を開設。
  - 4月 - 久留米と鹿児島にそれぞれ営業所を開設。
  - 11月 - 優良申告法人の表彰を受賞。
- 1989年9月 - 松江営業所を開設。
- 1992年
  - 3月 - 関連会社として株式会社カーニバルを設立。
  - 9月 - 愛媛県松山市西垣生にて物流センターを建設。
  - 11月 - 優良申告法人の表彰を受賞。
- 1993年9月 - 物流センター第二期の工事が完成。
- 1994年4月 - 関連会社として株式会社アスカを設立。
- 1995年3月 - 「良い企業文化創り」を目標として3C運動を開始。
- 1996年6月 - 営業パソコンネットワークICASを導入。
- 1997年10月 - 全社員パソコンネットワークの運用を開始。
- 1998年11月 - 優良申告法人の表彰を受賞。
- 2000年4月 - メーカーブランドを「ハート」の統一するために、子会社4社を株式会社ハートの1社に統合。
- 2001年11月 - 雑誌「ムー」に登場する（未確認生物）UMAを題材として、玩具菓子市場に参入。
- 2003年11月 - 優良申告法人の表彰を受賞。
- 2004年9月 - 子会社の株式会社ハートとして、ISO 9000の認証を取得。
- 2005年3月 - 香港にて子会社としてハートクリエイション（心思創作有限公司）を設立。
  - 6月 - 株式会社イカワが株式会社ハートを合併し、商号を株式会社ハートに変更。
  - 12月 - ガムポットシリーズを発売開始。
- 2008年7月 - ISO 9001認証取得を開発し、物流までの全社へ拡大。
- 2010年6月 - 業務効率化のため、松山事業所および松前商品センターの2拠点を、新設した大可賀事業所に移転の上、統合。
- 2012年
  - 5月 - 松山商工会議所から創業60周年の表彰状を受賞。
  - 11月 - 大可賀事業所の隣接地にて、新物流センターを竣工。
- 2014年8月 - 物流センターを増築。
- 2015年5月 - バンコクやシンガポール、サンフランシスコにそれぞれ海外展示会を出展。
- 2017年6月 - ネクサス事業部を設立。
- 2019年11月 - バンダイナムコグループの一員となる。

## 主な商品の種類
- ポケット菓子
- 玩具菓子
- イースター
- こどもの日
- ハロウィン
- クリスマス
- バレンタインデー
- ホワイトデー